# Scolomys melanops
Scolomys melanops är en däggdjursart som beskrevs av Anthony 1924. Scolomys melanops ingår i släktet Scolomys och familjen hamsterartade gnagare. IUCN kategoriserar arten globalt som livskraftig. Inga underarter finns listade i Catalogue of Life.
Arten förekommer i östra Ecuador och norra Peru. Den lever i kulliga områden och låga bergstrakter mellan 200 och 1200 meter över havet. Habitatet utgörs av regnskogar och delvis av andra skogar. Arten besöker även jordbruksmark.
Liksom den andra arten i samma släkte blir Scolomys melanops 8 till 9 cm lång (huvud och bål) och svanslängden är 5,5 till 7,7 cm. Djuret har 1,5 till 1,7 cm stora öron. Den korta pälsen är borstig till taggig. Pälsen har en ljus rödbrun till rödsvart färg. På svansen förekommer bara glest fördelade hår. Tydliga skillnader mot Scolomys ucayalensis består i avvikande detaljer av kraniets konstruktion samt i de genetiska egenskaperna.
Scolomys melanops är ganska sällsynt under torra perioder. Honor med 2 till 3 ungar observerades. Några exemplar använde fiber av palmen Lepidocaryum tenue för att bygga sitt näste.